# اکسایش فلمینگ–تاما او
اکسایش فلمینگ–تاما او (به انگلیسی: Fleming–Tamao oxidation) یا اکسایش فلمینگ–کومادا–تاما او(به انگلیسی: Tamao–Kumada–Fleming oxidation) واکنشیست در شیمی آلی که طی آن یک پیوند کربن–سیلیسیوم شکسته و یک پیوند کربن-اکسیژن شکل می‌گیرد. این واکنش شیمیایی در دهه ۱۹۸۰ توسط تیم تحقیقاتی تاما او و فلمینگ کشف شد.